# Dorian Nymark
Dorian Oskar Felix Nymark, född 10 september 2002 i Stockholm, är en svensk skådespelare. Han har i nuläget (november 2023) innehaft mindre småroller, detta i TV-serierna Meningen med livet och Sjölyckan, samt i Netflixfilmen One More Time. Han medverkar också i säsong 2 av TV-serien Heartbeats, i rollen som Felicia Truedssons karaktär Katjas lillebror.

## Filmografi

### Film
- 2023 – One More Time

### TV
- 2022 – Meningen med livet (TV-serie)
- 2023 – Sjölyckan (TV-serie)
- 2023 – Heartbeats (TV-serie)